# Serage
Serage is een bestuurslaag in het regentschap Centraal-Lombok van de provincie West-Nusa Tenggara, Indonesië. Serage telt 4595 inwoners (volkstelling 2010).